# Die Hochzeit von Valeni (1914)
Die Hochzeit von Valeni ist ein 1913 entstandenes österreich-ungarisches Stummfilm-Drama von Jakob Fleck.

## Handlung
Die in Rumänien spielende Geschichte wurde als „Sensationsdrama im Zigeuner- und Bauernmilieu“ angekündigt. Im Mittelpunkt der Handlung steht das kleine, früh verwaiste „Zigeunermädchen“ Sanda, das eines Tages vom reichen Gutsherrn Notara in dessen Haus aufgenommen wird, wo es begütert aufwächst. Notara hatte schon immer ein Faible für die Wandersleut‘ besessen und einst auch Interesse an Sandas nunmehr verstorbener Mutter, der Frau des Zigeuners Baku, bekundet. Da die rassige Schönheit ihn aber nicht erhören wollte, ließ Notara die junge Frau von seinen Knechten bei nacktem Oberkörper auspeitschen. Der reiche Mann zwang ihren Gatten Baku, zu diesem Gewaltakt auf der Violine zu spielen. Seitdem lodert in Baku ein unstillbarer Hass auf den Gutsbesitzer. Die Abneigung beruht auf Gegenseitigkeit, denn Notara wünscht Baku ebenfalls die Pest an den Hals. Nun lebt die aus der väterlichen Obhut verschleppte Sanda auf dem Gutsbesitz Notaras, der sie zu einer zweiten Eliza Doolittle machen möchte und zur Grande Dame erzieht. Nicht etwa aus uneigennützigen Gründen – vielmehr erhofft sich der reiche Mann Dank und Liebe von Sanda und, wenn sie einmal erwachsen ist, darüber hinaus ihre Zustimmung zu einer gemeinsamen Hochzeit.
Notara ist nicht der Einzige, der ein Auge auf die Halbwaise geworfen hat. Auch der minderjährige Jonel, dessen Eltern ebenso guter Herkunft wie notorisch mittellos sind und der nunmehr auf dem prächtigen Anwesen Notaras wohnt, ist mehr als nur interessiert an dem hübschen Mädchen. Sanda erwidert seine Gefühle, doch eines Tages trennen sich die Wege der beiden, als Jonel zwecks Studium in die nächste Universitätsstadt zieht. Als er eines Tages als fertiger Anwalt heimkehrt, ist Jonel erstaunt, dass die Hochzeit Sandas mit Notara unmittelbar bevorsteht. In beiden erwachen sofort die alten Gefühle, die sie mit einem zarten Kuss besiegeln. Der Dritte im Bunde, der gern Sanda besitzen möchte, ist die bucklige Kreatur Tschuku, ein hinterhältiger, gemeiner Geselle, von Beruf Staatsanwalt und darüber hinaus ein Freund Notaras. Da kommt es diesem Mann gerade recht, dass Jonels verarmter Vater ihn, Tschuku, darum gebeten hat, eine finanziell solvente Braut für den jungen Mann im besten heiratsfähigen zu suchen, um die eigene Familie zu sanieren. Ein Konkurrent weniger. Jonel fügt sich dem elterlichen Willen und willigt, ganz gehorsamer Sohn, in eine Eheschließung mit der ausgesuchten Wunsch-Braut ein; auch ein wenig in der Hoffnung, auf diese Weise endlich Sanda aus dem Kopf zu bekommen.
Die Eheschließung mit dem rohen und spielsüchtigen Notara wird vollzogen – ganz zum Unglück Sandas, die schmerzvoll erkennen muss, dass sich „ihr“ Jonel mit seiner neuen Flamme bestens zu verstehen scheint. Einen ungeliebten Gatten am Hals, der sich in der Hochzeitsnacht hemmungslos besäuft, und einen verschlagenen Tschuku, der die Gunst der Stunde zu nutzen sucht, um in Sandas Schlafgemach endlich zum Zuge zu kommen – die Situation könnte für die Braut von Valeni nicht schlimmer kommen. So greift Sanda zu einem Fläschchen mit Morphium, das bis zu drei Tropfen zwar die Nerven beruhigen soll, darüber hinaus aber den Tod bringt. Als ihr hemmungslos betrunkener Ehemann vorbeitorkelt und meint, dass er alles, was in flüssiger Form existiert, auch schlucken müsste, leert er das Fläschchen und fällt schlagartig tot um. Nun hat Sanda auch noch eine Mordanklage am Hals. Tschuku zeigt sich Sanda gegenüber zu Konzessionen bereit, wenn sie sich ihm endlich in Liebesdingen gefällig erweisen sollte. Doch die denkt gar nicht daran. Jonel, der gerade Probleme mit aufrührerischen Bauern hat, die ihm eine schwache Interessensvertretung unterstellen, ist sofort bereit, Sanda zu verteidigen. In einer glänzenden Rede vor Gericht demontiert er seinen Gegenspieler Tschuku geradezu, da stürmen die zutiefst erzürnten Bauern den Saal. Ein zorniger Freisasse richtet seine Waffe auf Jonel und feuert einen Schuss ab. Der aber trifft ausgerechnet Sanda, die sich als letzten Akt ihrer bedingungslosen Liebe vor Jonel stürzte, um ihn zu schützen. Ein letzter Kuss von ihrem Liebsten, dann ist sie tot. Der zutiefst schockierte Tschuku schleicht sich im allgemeinen Tumult von dannen; wenig später wird er tot auf den Stufen des Gerichtsgebäudes gefunden.

## Produktionsnotizen
Die Hochzeit von Valeni wurde 1913 in Rumänien (Außenaufnahmen) gedreht. Der bei der Uraufführung 1520 Meter lange Film besaß drei Akte und einen Prolog und wurde am 30. Januar 1914 uraufgeführt.
Ein Jahr zuvor (1912) hatte Adolf Gärtner in Deutschland eine Kurzfilmfassung dieses Stoffes unter demselben Namen gedreht.

## Kritiken
Wiens Neue Freie Presse berichtete am 1. Februar 1914: "Das ganze Werk ist erfüllt von wuchtigen Geschehnissen, die aus den wilden Leidenschaften eines heiß empfindenden Volkes heraus geboren werden. Die stärksten und ursprünglichsten Triebe der Menschheit, Liebe, Haß, Herrschsucht und Auflehnung gegen verhaßten Zwang – in Gestalt einer Bauernrevolte – bewegen die charakteristischen Figuren, die die Träger der Handlung sind. Wo hätte das Kino eine mächtigere Dramatik, wo wirksamere Bilder finden können, als gerade in diesem Werke? Und die Verfilmung ist sehr gut gelungen. (…) Sehr schön und plastisch sind die Naturaufnahmen und die Bilder vom Hochzeitsfeste, wildbewegt und malerisch der Aufzug der revoltierenden Bauern und ihr Eindringen in den Gerichtssaal. Diese und noch andere Szenen, deren Aufnahme zum größten Teil in Rumänien, dem Schauplatz der Handlung erfolgt ist, suchen ihresgleichen. Alles in allem macht das Werk der jungen österreichischen Filmkunst große Ehre."

„Längst ist dieses Theaterstück aus den Spielplänen der Großstadtbühnen verschwunden – unverdienterweise, denn es hat seinen Reiz nicht verloren. Es ist daher eine dankenswerte Tat der Wiener Kunstfilmfabrik, daß sie sich entschlossen hat, dieses Theaterstück zu verfilmen. Das nicht leichte Werk ist ihr glänzend gelungen. Mit allen Mitteln … wurde die Ausarbeitung des großzügigen Werkes inszeniert, das in den Massenszenen Originalität, in den Gesellschaftsszenen Gewandtheit bekundet. Das Drama hat einen geschickten Filmdramaturgen gefunden. Frau Louise Kohn [sic!] zeigt da eine große Begabung. Sie hat den drei Akten des Schauspieles ein Vorspiel vorausgeschickt, das zehn Jahre früher spielt und den Lebenslauf derb kleinen Sanda zeichnet, bis der reiche Notara das Zigeunerkind in sein Haus nimmt.“